# 東京俳優・映画&放送専門学校
東京俳優・映画&放送専門学校（とうきょうはいゆうえいがアンドほうそうせんもんがっこう）は、東京都江戸川区にある専修学校である。運営主体は滋慶グループで、津川雅彦を名誉学校長に置く。

## 沿革
- 2004年4月 - 東京フィルムセンタースクールオブアート専門学校として開校
- 2010年4月 - 東京フィルムセンター映画・俳優専門学校に改称
- 2019年4月 - 東京映画・俳優＆放送芸術専門学校に改称
- 2021年4月 - 東京俳優・映画&放送専門学校に改称

## 著名な出身者
制作科
- 毎熊克哉（俳優／アルファエージェンシー／第31回高崎映画祭 最優秀新進男優賞、第71回毎日映画コンクール スポニチグランプリ新人賞）2期
- 小路紘史（自主映画監督）

俳優科
- 田口達也 （Non Stop Rabbitギタリスト／YouTuber） 9期[1]
- 豊田早季（俳優）1期
- 永田俊樹（俳優）4期
- 井上希美（俳優）8期
- 筒井圭児（俳優）